# Tekke

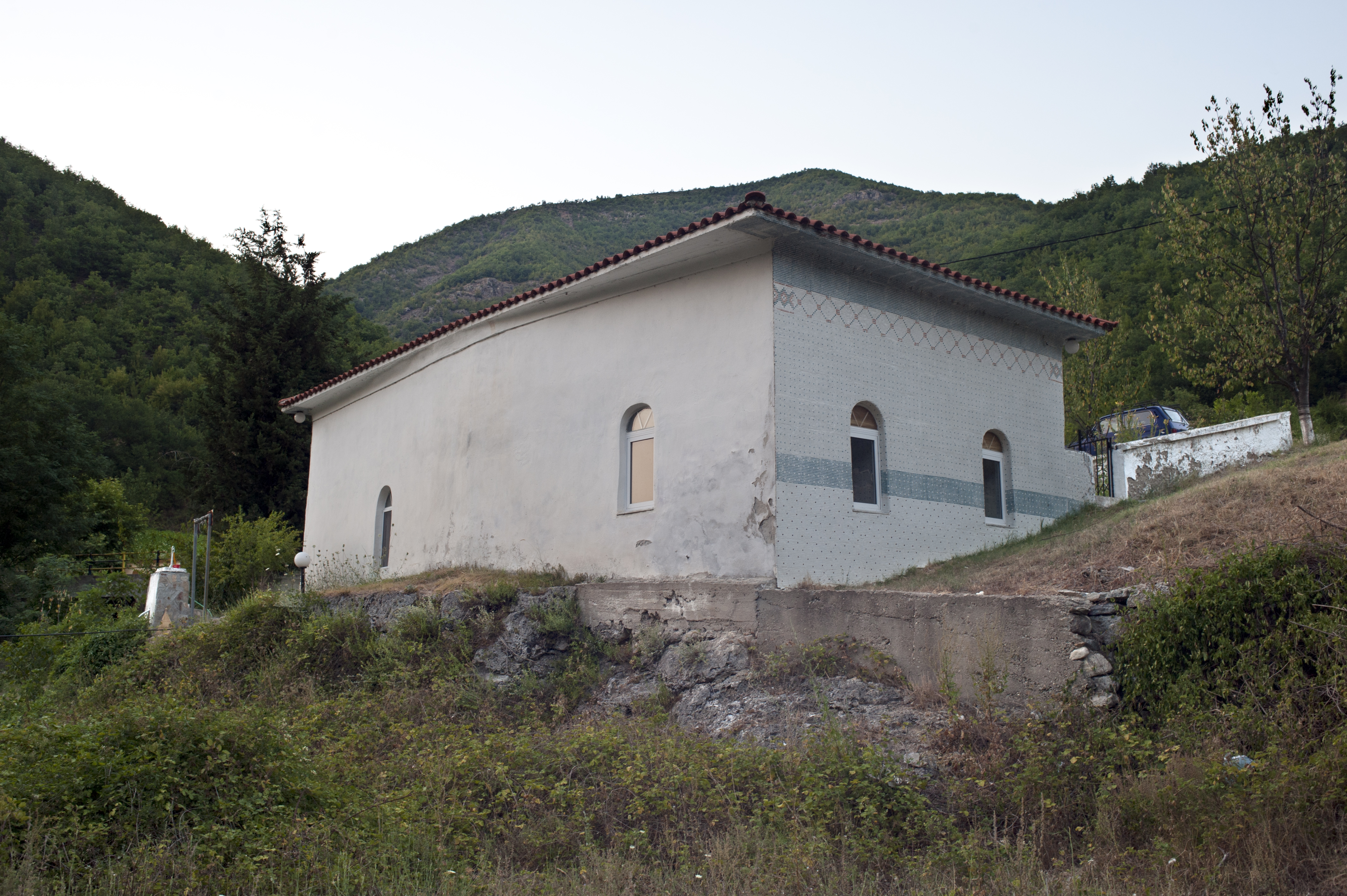
Egy görögországi tekke

A tekke vagy tekkije, ami tettye változatban is ismert, muszlim, jellemzően török szerzetesek, dervisek kolostorának a neve. A tekkében lakó és gazdasági épületeken kívül imaterem és gyülekezőhely is volt. Ez utóbbit mejdánnak, azaz térnek nevezték.

## Tekkék Budapesten
A dervisrendek közül Budán elsősorban a bektásiknak volt tekkéjük, ami a mai Rózsadomb alján, a Török utca és a Gül baba utca találkozásánál állt, de a város visszafoglalásakor (1686-ban) romba dőlt. Ekkortájt a tekkében körülbelül 60 dervis élt. Ezen kívül Budán több tekke is működött, a Miftáh baba tekke, a Hizir baba tekkéje, a Jali tekkéje, ezekről azonban nem tudni, hogy melyik rend kolostorai voltak.